# Idaea filicata
Idaea filicata ist ein Schmetterling (Nachtfalter) aus der Familie der Spanner (Geometridae).

## Merkmale
Die Falter erreichen eine Flügelspannweite von 12 bis 21 Millimetern; die zweite Generation ist in der Regel deutlich kleiner und erreicht nur maximal 17 Millimeter. Die Grundfarbe und die  Zeichnung sind etwas variabel. Die Flügel sind in der Grundfarbe hellweiß bis cremeweiß. Die basale Hälfte der Vorderflügel bis zur Mittelbinde ist meist komplett dunkel-, seltener hellbraun, bis fast dunkelgrau. Gelegentlich ist die innere Querlinie etwas heller angelegt und hebt sich dadurch im Basalfeld ab. Bei manchen Exemplaren ist das Wurzelfeld in der Grundfarbe gehalten und nur das Feld zwischen innerer und mittlerer Querlinie dunkel gefärbt. Die braunen Basalfelder reichen bis zu den Diskalflecken, die leicht in der Größe variieren. Auf den Hinterflügeln sind die Basalfelder häufig etwas heller gefärbt oder, häufiger als auf den Vorderflügeln in der Grundfarbe gehalten. In letzterem Fall ist dann häufig die mittlere Querlinie durch eine Punktreihe angedeutet. Die Diskalflecke liegen gerade innerhalb des Basalfeldes, werden umflossen oder liegen minimal saumwärts. Auf den Hinterflügel liegen sie dagegen immer deutlich außerhalb (saumwärts) des Basalfeldes. Die saumwärtige Begrenzung des Basalfeldes ist meist mehr oder weniger deutlich gezackt. Die äußere Querlinie ist quasi erloschen. Sie ist saumwärts von einem grauen Schatten begleitet. Dort wo die äußere Querlinie den Vorderrand berührt ist ein schwarzer Kostalfleck ausgebildet, der manchmal in kleinere Flecke aufgelöst ist. Auch im Berührungspunkt mit dem Innenrand ist ein dunkler Fleck vorhanden. Auf den Hinterflügel kann die äußere Querlinie durch Punktreihen etwas deutlicher in Erscheinung treten. Das Saumfeld weist bisweilen einen weiteren grauen Schatten etwa in der Position der Wellenlinie auf, vor allem auf den Hinterflügeln. Die Fransen sind meist in der Grundfarbe gehalten oder geringfügig dunkler.
Die bräunliche Raupe ist relativ kurz und kompakt. Sie besitzt deutliche Einschnürungen, Rücken und Seiten sind mit Borsten besetzt. Die Rückenlinie und die Nebenrückenlinie sind nur undeutlich ausgebildet und häufig unterbrochen. Dagegen ist die gelb gefärbte Seitenlinie meist deutlicher gezeichnet. Der Kopf ist hellbraun.
Die Puppe ist braun mit mattglänzender Oberfläche. Der Kremaster ist verhältnismäßig klein und am Ende abgestutzt. Die drei Borstenpaare sind hakenförmig gekrümmt.

## Vorkommen und Lebensraum
Die Verbreitung von Idaea filicata ist typisch südeuropäisch. Lediglich in Ungarn, im Osten Österreichs und im südlichen Tschechien erstreckt sich das geographische Vorkommen bis nach Mitteleuropa hinein. Im Osten reicht das Verbreitungsgebiet bis nach Kleinasien, Syrien, den Libanon, Nordirak und den Iran. 2008 wurde die Art auch in der Osttürkei am Schwarzen Meer nachgewiesen.
Die Art kommt vom Flachland bis in Höhen von 800 Meter an warmen Hängen und der mediterranen Macchie vor. In Ausnahmefällen wurde die Art auch schon in 1.400 Meter Seehöhe beobachtet, im südwestlichen Asien auch schon über 2.000 Meter.

## Lebensweise
Die Art bildet zwei bis drei Generationen pro Jahr, deren Falter von Mai und bis September fliegen. Die Raupen fressen unter anderem an vertrockneten oder welken Pflanzenteilen von Nelken (Dianthus) und Ehrenpreis (Veronica). Die Zucht gelang auch mit Vogelknöterich (Polygonum aviculare) und Gewöhnlichem Löwenzahn (Taraxacum officinale).

## Systematik
Die Art wurde 1799 von Jacob Hübner unter dem Namen Geometra filicata erstmals wissenschaftlich beschrieben. Aufgrund der Unterschiede in der Zeichnung wurden mehrere formae beschrieben, die jedoch keinen nomenklatorischen Status haben.